# Kamienucha
Kamienucha (ukr. Кам'януха) – wieś na Ukrainie, w obwodzie wołyńskim w rejonie kamieńskim. Liczy 340 mieszkańców
W XIX w. wieś w gminie Miedwieże powiatu łuckiego guberni wołyńskiej. We wsi było 411 mieszkańców, 56 domów, cerkiew, wiatrak i gorzelnia. Wieś należała do Terajewiczów.
W 1936 gromada Kamieniucha (wieś i majątek o tej nazwie) w gminie Nowy Czartorysk powiatu łuckiego województwa wołyńskiego.
Do 2020 w rejonie maniewickim.